# Fryske Rie foar Heraldyk

De Friese adelaar komt in de heraldiek van Friesland veel als wapendier voor

De Fryske Rie foar Heraldyk (Friese raad voor heraldiek) is een raadgevende commissie die in Friesland over de wapens en vlaggen van de overheid, de provincie, de gemeenten, de waterschappen, de stads- en dorpswapens en familiewapens adviezen, samenstelling en/of registratie verschaft. De Rie is een onderdeel van de Fryske Akademy in Leeuwarden, die hem in 1956 heeft ingesteld.
De Fryske Rie foar Heraldyk moet niet verward worden met de Fryske Rie, die culturele contacten tussen Nederlandse en Duitse Friezen onderhoudt.

## Achtergrond
De Fryske Rie foar Heraldyk is geen overheidsorgaan en heeft geen wettelijke taken en bevoegdheden; alleen de Nederlandse Hoge Raad van Adel heeft hier een in de wet vastgelegde taak, betreffende adellijke wapens en overheidswapens.
De Rie adviseert ook over de vormgeving van nieuwe wapens voor overheden, dorpen, families en verenigingen en/of maakt ontwerpen hiervoor. Voor familiewapens geldt als voorwaarde dat de familie woonachtig moet zijn in Friesland en de Nederlandse nationaliteit bezit, of een Friese naam moet hebben indien men buiten de provincie woont. Deze worden in het Genealogysk Jierboek (genealogisch jaarboek) gepubliceerd, dat door de Fryske Akademy wordt uitgegeven.
De Rie adviseert ook over vlaggen, vlaggenprotocollen, wimpels, banieren en standaards. Verder geeft de Rie (kleur)adviezen over wapens bij (kerk)restauraties en dergelijke.